# Attaque d'un autre monde
Pour plus de détails, voir Fiche technique et Distribution.
Attaque d'un autre monde est un film 3D de science-fiction québécois réalisé par Adrien Lorion, sorti en 2019.
Réalisé par Adrien Lorion, cette comédie fantastique tournée en stéréoscopie 3D noir et blanc, nous replonge dans l'univers des classiques de science-fiction des années 1950 américains.

## Synopsis
Ce court-métrage nous replonge dans une période d’après-guerre où la propagande d’une menace soviétique déferle sur l’Amérique alors que les soucoupes volantes sont omniprésentes en France en septembre 1954. Sur un ton sympathique et une texture cinématographique qui rappelle les films de science-fiction des années 50, l’aventure se déroule dans un milieu rural québécois.
Monsieur Edmond, chasseur de ouaouarons, accompagné de son comparse Ti-Paul et son Terrier de Boston nommé Bobby sont confrontés à la présence d’une soucoupe volante d'où sortent des martiens amphibiens aux combinaisons spatiales métalliques. Au même moment dans la forêt, Lorette, la fille du maire, ainsi que Yvonne vivent une expérience de temps manquant après avoir été en contact avec des sphères lumineuses. Le film reprend des thèmes récurrents que l’on peut lire dans les témoignages d’OVNI de l’époque sans tomber dans le pseudo documentaire. Tourné en stéréoscopie 3D noir et blanc.

## Fiche technique
- Réalisation : Adrien Lorion
- Scénario : Adrien Lorion
- Directeur de production : Réal Brunette
- Musique originale : Maurice Bélanger
- Direction photo : Andy Bossecker
- Effets spéciaux : André Lorion
- Technicien aux décors : Stéphane Ratelle
- Maître costumière : Francine Allard
- Recherche : Bernadette Laflamme
- Animation 3 dimensions : Hermès Maheu, Yan Abud et Naïm Kasmi
- Images aériennes : Éric Pominville
- Directeur technique : Jahanzaib Bitou Mirza
- Ingénieur de son : Francis Poulin
- Régisseur de plateau : Guillaume Marien
- Directrice de plateau : Jessica Arbuckle
- Illustration de l'affiche : Silvio Usaï
- Langue : français (québécois)
- Traduction : Jules Falardeau (espagnol)
- Film québécois
- Durée: 22 minutes
- Date de sortie en salle :  8 juin 2019

## Distribution
- Marc-André Lapointe : Ti-Paul
- Réal Brunette : Monsieur Edmond
- Ariane Deveau : Lorette, la fille du maire
- Annie Charbonneau : Yvonne
- Nicolas Pouliot : Capitaine Atomique
- Claude Frenette : Monsieur le curé
- Guillaume Marien : Homme en noir
- Geneviève Brunette : extraterrestre
- Luc Boudrias : extraterrestre
- Charles Morrisseau : extraterrestre
- Julie Boudrias : extraterrestre
- Rémi Morrisseau : extraterrestre
- Métis Chong : extraterrestre